# Arthur Matlik
Arthur Matlik (* 2. September 1977) ist ein deutscher Fußballspieler und -trainer.
Von 1990 bis 2003 spielte er für die SG Wattenscheid 09, für die er in der Saison 1997/98 eine Partie in der 2. Bundesliga absolvierte. Am 5. Dezember 1997 wurde Matlik bei der 0:4-Auswärtsniederlage beim SC Freiburg in der 46. Minute für Olaf Skok eingewechselt. Nach einem kurzen Gastspiel beim SV Vorwärts Kornharpen in der Hinrunde der Saison 2003/04 in der Oberliga Westfalen stand er in der Rückrunde der Saison in der Regionalliga Nord beim Wuppertaler SV unter Vertrag. Von 2004 bis 2006 war er wieder für Wattenscheid in der Oberliga Westfalen und in der Regionalliga Nord am Ball.
Im Sommer 2006 wechselte er zu Preußen Münster. Mit den Preußen qualifizierte er sich im Mai 2008 als Westfalenmeister (1. Platz in der Oberliga Westfalen) für die neugegründete Regionalliga West. Sein auslaufender Vertrag wurde nach der Saison 2009/10 nicht verlängert. Daraufhin wechselte Matlik im Sommer zum Westfalenligisten Hombrucher SV. Im Januar 2011 verpflichtete ihn die SpVgg Erkenschwick für die NRW-Liga.
Im Juni 2011 verpflichtete der VfL Bochum Matlik als Cheftrainer seiner ersten Damenmannschaft. Er unterschrieb einen Vertrag bis 2013. Mit der Mannschaft stieg er in seiner zweiten Saison am Ende der Spielzeit 2012/13 in die 2. Fußball-Bundesliga Süd auf. Er verließ nach dem Aufstieg den Verein.